# سردسته تبه‌کاران (فیلم)
سردسته تبه‌کاران (انگلیسی: Mob Boss)، یک فیلم ویدئویی در سبک کمدی و مافیای سیسیلی-مضمون؛ به کارگردانی فرد اولان ری است که در سال ۱۹۹۰ منتشر شد. از بازیگران آن می‌توان به ادی دیزن، مورگان فیرچایلد، ویلیام هیکی، و اروین کیز اشاره کرد.
در این فیلم دون آنتونی (با بازی ویلیام هیکی و ادی دیزن) به عنوان رئیس یکی از خانواده‌های تبهکار بزرگ کالیفرنیا است.

## بازیگران
- ادی دیزن در نقش دون آنتونی
- ویلیام هیکی در نقش دون آنتونی
- مورگان فیرچایلد در نقش جینا
- استوارت ویتمن در نقش دون فرانچسکو
- جک اوهالوران در نقش آنجلو
- اروین کیز در نقش راهب
- دان استراود در نقش لِگرَند
- Brinke Stevens در نقش سارا
- دیک میلر در نقش مایک
- مایک مازورکی در نقش دون تالیانِتی
- لن لسر در نقش دون کالیانوتی
- لئو گوردون در نقش دون آوریلی